# سرخرگ تهیگاهی چرخشی عمیق
سرخرگ تهیگاهی چرخشی عمیق  یا شریان ایلیاک سیرکومفلکس عمیق (deep circumflex iliac artery) یک سرخرگ در لگن خاصره است که در امتداد ستیغ تهیگاهی (ایلیاک) استخوان بی‌نام حرکت می‌کند.

## مسیر
سرخرگ تهیگاهی چرخشی عمیق از رویه جانبی سرخرگ تهیگاهی بیرونی تقریباً در مقابل خاستگاه سرخرگ بالاشکمی پایینی (اپی‌گاستر تحتانی) آغاز می‌شود.
سرخرگ تهیگاهی چرخشی عمیق به صورت مایل و جانبی، در خلف رباط کشاله ران بالا می‌رود و در مسیر خود در یک غلاف فیبری قرار دارد. این غلاف از اتصال نیام عرضی و نیام (فاسیای) تهیگاهی تشکیل شده‌است.
سرخرگ تهیگاهی چرخشی عمیق به سمت خار تهیگاهی بالایی پیشین حرکت می‌کند، جایی که با شاخه بالارونده سرخرگ چرخشی رانی کناری بازمی‌پیوندد.
سرخرگ تهیگاهی چرخشی عمیق سپس نیام عرضی را سوراخ می‌کند و از وسط در امتداد لب داخلی ستیغ استخوان تهیگاهی می‌گذرد تا جایی که ماهیچه عرضی شکم را سوراخ می‌کند. از آنجا به سمت عقب بین ماهیچه عرضی شکم و ماهیچه مایل درونی شکم حرکت می‌کند تا با سرخرگ تهیگاهی‌کمری (ایلیولومبار) و سرخرگ سرینی بالایی (گلوتئال فوقانی) بازپیوند شود.
سرخرگ تهیگاهی چرخشی عمیق در روبه‌روی خار تهیگاهی بالایی پیشین، یک شاخه صعودی بزرگ ایجاد می‌کند. این شاخه بین ماهیچه مایل داخلی و ماهیچه عرضی شکم بالا می‌رود و به آن‌ها خون‌رسانی می‌کند و با شریان‌های کمری و سرخرگ بالاشکمی پایینی بازپیوند (آناستوموز) می‌شود.

## نگاره‌ها

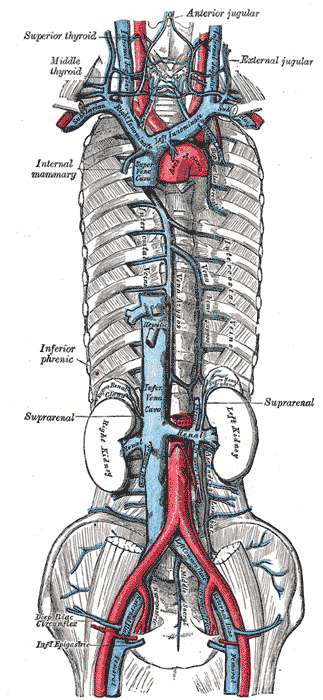
رگه‌های venæ cavæ و azygos، با شاخه‌های آنها.
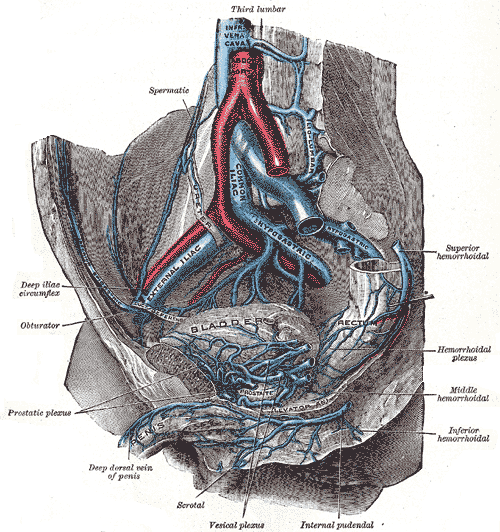
وریدهای نیمه راست لگن مرد.
طرحواره شریان‌های ناشی از شریان‌های ایلیاک و فمورال خارجی.